# Ab Band
Ab Band är ett distrikt i Afghanistan. Det ligger i provinsen Ghazni, i den centrala delen av landet, 210 kilometer sydväst om huvudstaden Kabul. Ab Band beräknades år 2022 ha cirka 32 000 invånare.
Administrativ huvudort är Haji Khel.